# Dacznaja-1
Dacznaja-1 (ros. Дачная-1) – wieś (ros. деревня, trb. dieriewnia) w zachodniej Rosji, w osiedlu wiejskim Gniozdowskoje rejonu smoleńskiego w obwodzie smoleńskim.

## Geografia
Miejscowość położona jest nad Dnieprem, przy przystanku kolejowym Dacznaja I, przy drodze federalnej R120 (Orzeł – Briańsk – Smoleńsk – Witebsk), 9 km od drogi magistralnej M1 «Białoruś», 7 km od centrum administracyjnego osiedla wiejskiego (Nowyje Batieki), 6 km od centrum Smoleńska.
W granicach miejscowości znajdują się ulice: 1-ja Riabinowaja, 2-ja Riabinowaja, 3-ja Riabinowaja, 4-ja Riabinowaja, 5-ja Riabinowaja, Aprielskaja, Bieriegowaja, Dacznyj pierieułok, Dnieprowskaja, Dorożnaja, Entuziastow, Jasnaja, Lesnaja, Majskaja, Nabierieżnaja, Nowaja, Polewaja, Riecznoj pierieułok, Sirieniewaja, Skazocznaja, Sołniecznaja, Sosnowaja, Winogradnaja, Wiszniewaja.

## Demografia
W 2010 r. miejscowość liczyła sobie 292 mieszkańców.